# Wallonische Parlamentswahl 2024
Die Wallonische Parlamentswahl 2024 in der belgischen Region Wallonien fand am 9. Juni 2024 gleichzeitig mit der nationalen Parlamentswahl und der Europawahl statt. Die Wahl endete mit deutlichen Verlusten der Linksparteien (PS, PTB) und der Grünen (Ecolo), sowie Hinzugewinnen der bürgerlich-liberalen Parteien (MR, Les Engagés).

## Vorgeschichte
Bei der letzten Wahl 2019 waren in Wallonien die Sozialisten (PS) zur stärksten Fraktion geworden, gefolgt vom liberalen Mouvement Réformateur (MR), den Grünen und der kommunistischen Partei der Arbeit (PTB). Hauptgewinner der Wahl waren die Grünen und die Kommunisten, Haupverlierer die Sozialisten, die Christdemokraten (Centre Démocrate Humaniste, CDH) und das MR. Die politische Landschaft Walloniens unterschied sich damit deutlich von der Flanderns, in der rechte und konservative Parteien dominieren und separatistische Parteien stark sind. Nach der Wahl wurde eine achtköpfige Regierung unter dem Ministerpräsidenten Elio Di Rupo (PS) gebildet (Regierung Di Rupo III). Der Regierung gehörten Vertreter einer „Regenbogen-Koalition“, d. h. der PS, des MR und der Grünen an. In einer Regierungserklärung vom 10. September 2019 beschrieb Di Rupo die Ziele seiner Regierung. Das Ziel eines ausgeglichenen Haushalts, das die CDH-MR-Vorgängerregierung für das Jahr 2019 anvisiert hatte, wurde auf das Jahr 2024 verschoben, um mehr finanziellen Spielraum zu haben. Vier Milliarden Euro wurden für einen sogenannten Investitionspakt reserviert, mit dem der wirtschaftliche und ökologische Wandel der Wallonie unterstützt werden sollte. Für die Installation von Photovoltaik-Anlagen wurden Anreize geschaffen und Pläne für die Förderung der Biodiversität und des Naturschutzes aufgelegt sowie Investitionen in umweltfreundliche Mobilitätskonzepte angekündigt. Die Regierung verkündete das Ziel der Steigerung der Beschäftigungsquote von 63,7 auf 68,7 Prozent bis zum Jahr 2024. Mittel zur Bekämpfung der Langzeit- und Jugendarbeitslosigkeit sowie zum Bau von Sozialwohnungen wurden bereitgestellt. Die Regierung erklärte, Anstrengungen in Sachen Forschung und Entwicklung, Industriepolitik sowie Digitalisierung unternehmen zu wollen.
Am 17. Dezember 2023 gab die PS bekannt, dass Elio Di Rupo ihr Spitzenkandidat bei der kommenden Europawahl sein werde. Er stand damit nicht mehr als Kandidat für das Amt des wallonischen Ministerpräsidenten zur Verfügung.
In einer Rede am 5. Februar 2024 äußerte Di Rupo, dass Wallonien viele Gründe habe, stolz zu sein. Ungerechtfertigterweise werde in Wallonien viel kritisiert und demoralisiert. Es fehle aber insgesamt an Unternehmergeist. Als Gegenbeispiel und Vorbild nannte Di Rupo Flandern, wo es einen außerordentlichen Geist der Solidarität und zahlreiche Initiativen auf allen möglichen Feldern gäbe. Die Risikobereitschaft in Wallonien müsse wachsen. Flämische Exportprodukte gäbe es in aller Welt, aber bei Wallonien sei dies nicht der Fall.
Im Vorfeld der Wahlen kündigte Bart De Wever, der Bürgermeister von Antwerpen und Parteivorsitzende der flämisch-separatistischen Neu-Flämischen Allianz (N-VA) an, dass seine Partei auch in Wallonien Kandidaten aufstellen werde. De Wever räumte ein, dass er nicht erwarte, dass die N-VA dort viele Stimmen erziele, aber das Ziel der Kampagne müsse es sein, klarzumachen, dass der wallonische Sozialismus wesentlich von den flämischen Steuerzahlern finanziert werde. Die Finanztransfers von Flandern nach Wallonien müssten abgeschafft werden.
Eine Meinungsumfrage vom 11. bis 18. März 2024 zeigte in Wallonien eine besonders ausgeprägte Wahlmüdigkeit. Bestünde nicht Wahlpflicht, erklärten 42 Prozent der Befragten in der Wallonie in einer Umfrage, würden sie nicht zur Wahl gehen wollen. Nach der Umfrage wären die Sozialisten erneut stärkste Partei, jedoch mit Verlusten, die mutmaßlich den ehemaligen Christdemokraten (seit 2022 unter der Bezeichnung Les Engagés) zugutekommen könnten.

## Wahlmodus
Das wallonische Parlament besteht aus 75 Abgeordneten, die in direkter Wahl in 11 Wahlkreisen gewählt werden.
| Provinz            | Wahlkreise                                                     | Zu wählende Abgeordnete |
| ------------------ | -------------------------------------------------------------- | ----------------------- |
| Wallonisch-Brabant | Nivelles                                                       | 08                      |
| Hennegau           | Mons Charleroi-Thuin Tournai-Ath-Mouscron Soignies-La-Louvière | 05 10 07 05             |
| Lüttich            | Lüttich Huy-Waremme Verviers                                   | 13 04 06                |
| Luxemburg          | Arlon-Marche-en-Famenne-Bastogne-Neufchâteau-Virton            | 06                      |
| Namur              | Namur Dinant-Philippeville                                     | 07 04                   |

Wahlkreise und zu wählende Abgeordnete

Die Wahllokale waren von 8 Uhr bis 14 Uhr (bei traditioneller Stimmabgabe) bzw. 16 Uhr (bei elektronischer Stimmabgabe) geöffnet.

## Parteien
| Partei            | Ergebnis 2019  | Ergebnis 2019 | Wahlteilnahme   |
| Partei            | Stim- men in % | Sitze         | Wahlteilnahme   |
| ----------------- | -------------- | ------------- | --------------- |
| PS                | 26,17          | 23            | alle Wahlkreise |
| MR                | 21,42          | 20            | alle Wahlkreise |
| Ecolo             | 14,48          | 12            | alle Wahlkreise |
| PTB               | 13,68          | 10            | 10 Wahlkreise   |
| LE                | 11,00          | 10            | alle Wahlkreise |
| DéFI              | 4,14           |               | alle Wahlkreise |
| Collectif Citoyen | 1,31           |               | 6 Wahlkreise    |
| Chez Nous         | –              |               | 7 Wahlkreise    |
| RMC               | –              |               | 4 Wahlkreise    |

## Ergebnis

Stimmenstärkste Parteien in den Gemeinden

Gewählte Abgeordnete nach Parteien in den Wahlkreisen

| Partei                                          | Partei                                          | Stimmen   | Stimmen  | Stimmen | Sitze | Sitze   | Sitze |
| Partei                                          | Partei                                          | Zahl      | in %     | +/-     | Zahl  | in %    | +/-   |
| ----------------------------------------------- | ----------------------------------------------- | --------- | -------- | ------- | ----- | ------- | ----- |
|                                                 | MR                                              | 612.010   | 29,61 %  | ▲8,19 % | 26    | 34,7 %  | ▲6    |
|                                                 | PS                                              | 480.003   | 23,22 %  | ▼2,95 % | 19    | 25,3 %  | ▼4    |
|                                                 | Les Engagés                                     | 427.167   | 20,66 %  | ▲9,67 % | 17    | 22,7 %  | ▲7    |
|                                                 | PTB                                             | 250.146   | 12,10 %  | ▼1,58 % | 8     | 10,7 %  | ▼2    |
|                                                 | Ecolo                                           | 144.103   | 6,97 %   | ▼7,51 % | 5     | 6,7 %   | ▼7    |
|                                                 | Chez Nous                                       | 58.565    | 2,83 %   | (neu)   | 0     | 0,0 %   | (neu) |
|                                                 | DéFI                                            | 55.752    | 2,70 %   | ▼1,44 % | 0     | 0,0 %   | ▬     |
|                                                 | CC                                              | 33.167    | 1,60 %   | ▲0,29 % | 0     | 0,0 %   | ▬     |
|                                                 | RMC                                             | 6.259     | 0,30 %   | (neu)   | 0     | 0,0 %   | (neu) |
| Gültige Stimmen                                 | Gültige Stimmen                                 | 2.068.766 | 91,51 %  |         |       |         |       |
| Ungültige Stimmen                               | Ungültige Stimmen                               | 191.923   | 8,49 %   |         |       |         |       |
| Abgegebene Stimmen                              | Abgegebene Stimmen                              | 2.260.689 | 100,00 % | —       | 75    | 100,0 % | ▬     |
| Anzahl der Wahlberechtigten und Wahlbeteiligung | Anzahl der Wahlberechtigten und Wahlbeteiligung | 2.604.084 | 86,81 %  | ▲0,18   |       |         |       |

## Regierungsbildung
Nach Bekanntwerden des Wahlergebnisses kündigten MR und Les Engagés auf einer Pressekonferenz am 11. Juni 2024 an, in Koalitionsverhandlungen zur Bildung einer neuen Regierung in Wallonien eintreten zu wollen. Am 26. Juni 2024 konstituierte sich das neu gewählte Parlament und die Abgeordneten legten den Eid auf die Verfassung ab. Am 12. Juli 2024 wurde ein Abkommen zwischen MR und Les Engagés publik gemacht. Die Koalitionsvereinbarung, die für die Wallonische Regierung und die Regierung der Französischen Gemeinschaft gelten soll, sah Steuersenkungen und eine Ordnung der Staatsfinanzen vor. Innerhalb von zehn Jahren sollte ein ausgeglichener Haushalt erreicht und das Haushaltsdefizit bis zum Ende der Legislaturperiode halbiert werden. Durch Einsparungen auf Regierungs- und Verwaltungsebene sollten Geldmittel freigesetzt werden. Unter anderem sollte die Verwaltungsebene der Provinzen abgeschafft und Ministerien sollten verkleinert werden. Am 15. Juli 2024 wurde die Regierung Dolimont vereidigt.